# 混合
混合（こんごう、英: mixing）とは、2つ以上の異なる成分に適当な操作を加えて均質なものを得ること。
物質においては、粘性の少ない流体(気体または液体)の混合操作を攪拌（かくはん）、粘性が大きい場合や可塑性のあるものの混合操作を捏和（ねつか）という。粉体の場合は単に混合とすることが多いが厳密なものではない。また混合物から成分を取り出す操作は分離または精製という。
状態などの概念においても混合は定義でき、2つ以上の別々の要素の定義が、ある概念ではともに適用できる場合、その概念はそれぞれの定義の混合した概念となる（例、混合経済、習合、量子の混合状態など）。